# Гамильтон (аэропорт, Огайо)
Региональный аэропорт округа Батлер, также известный как Аэропорт Хоган-Филд (англ. Butler County Regional Airport), (ИАТА: HAO, ИКАО: KHAO, FAA LID: HAO), — государственный гражданский аэропорт, расположенный в городе Гамильтон (Огайо), США.

## Операционная деятельность
Региональный аэропорт округа Батлер занимает площадь в 2,6 квадратных километров, расположен на высоте 193 метров над уровнем моря и эксплуатирует одну взлётно-посадочную полосу:
- 11/29 размерами 1700 х 30 метров с асфальтовым покрытием.

В период с июня 2006 по июнь 2007 года Региональный аэропорт округа Батлер обработал 61 687 операций по взлётам и посадкам воздушных судов, из которых 79,6 % пришлось на авиацию общего назначения, 20,4 % составили рейсы аэротакси и менее 1 % — рейсы военной авиации. В данный период в аэропорту базировалось 172 воздушных судна, из них 138 — однодвигательные самолёты, 25 % — многодвигательные, 6 % — реактивные самолёты и 3 % — вертолёты.